# Мігель Терсерос
Мігель Терсерос (ісп. Miguel Terceros, нар. 25 квітня 2004, Санта-Крус-де-ла-Сьєрра) — болівійський футболіст, півзахисник бразильського «Сантуса» і національної збірної Болівії.

## Клубна кар'єра
Народився 25 квітня 2004 року в місті Санта-Крус-де-ла-Сьєрра. Вихованець юнацьких команд «Академія Тауїчі» і «Проєкто Болівія 2022», а 2022 року перебрався «Сантус».
Того ж 2022 року дебютував в іграх на професійному рівні у складі головної команди «Сантуса».

## Виступи за збірні
2019 року дебютував у складі юнацької збірної Болівії (U-15), загалом на юнацькому рівні взяв участь у 8 іграх, відзначившись 2 забитими голами.
2020 року залучався до складу молодіжної збірної Болівії. На молодіжному рівні зіграв у 2 офіційних матчах.
2022 року дебютував в офіційних матчах у складі національної збірної Болівії. У складі збірної був учасником розіграшу Кубка Америки 2024 року у США.
| Дата       | Місто                   | Господарі         | Результат | Гості     | Турнір                       | Голи | Примітки |
| ---------- | ----------------------- | ----------------- | --------- | --------- | ---------------------------- | ---- | -------- |
| 24-9-2022  | Орлеан                  | Болівія           | 0 – 2     | Сенегал   | товариський матч             | -    | 64'      |
| 20-11-2022 | Арекіпа                 | Перу              | 1 – 0     | Болівія   | товариський матч             | -    | 64'      |
| 24-3-2023  | Джидда                  | Узбекистан        | 1 – 0     | Болівія   | товариський матч             | -    | 69'      |
| 28-3-2023  | Джидда                  | Саудівська Аравія | 1 – 2     | Болівія   | товариський матч             | -    | 65'      |
| 18-6-2023  | Гаррісон                | Еквадор           | 1 – 0     | Болівія   | товариський матч             | -    | 53' 64'  |
| 21-6-2023  | Санта-Крус-де-ла-Сьєрра | Болівія           | 0 – 0     | Чилі      | товариський матч             | -    | 75'      |
| 27-8-2023  | Кочабамба               | Болівія           | 1 – 2     | Панама    | товариський матч             | -    | 63'      |
| 16-11-2023 | Ла-Пас                  | Болівія           | 2 – 0     | Перу      | Відбір до ЧС 2026            | -    | 46'      |
| 22-3-2024  | Baraki                  | Алжир             | 3 – 2     | Болівія   | товариський матч             | -    | 68'      |
| 31-5-2024  | Чикаго                  | Мексика           | 1 – 0     | Болівія   | товариський матч             | -    |          |
| 12-6-2024  | Честер                  | Еквадор           | 3 – 1     | Болівія   | товариський матч             | 1    | 72'      |
| 15-6-2024  | Іст-Гартфорд            | Колумбія          | 3 – 0     | Болівія   | товариський матч             | -    | 46'      |
| 23-6-2024  | Арлінгтон               | США               | 2 – 0     | Болівія   | Копа Америка 2024 - 1-й етап | -    | 46'      |
| 27-6-2024  | Іст-Ратерфорд           | Уругвай           | 5 – 0     | Болівія   | Копа Америка 2024 - 1-й етап | -    | 68'      |
| 1-7-2024   | Орландо                 | Болівія           | 1 – 3     | Панама    | Копа Америка 2024 - 1-й етап | -    | 81'      |
| 5-9-2024   | Альту-Пата              | Болівія           | 4 – 0     | Венесуела | Відбір до ЧС 2026            | 1    | 34'      |
| 10-9-2024  | Сантьяго                | Чилі              | 1 – 2     | Болівія   | Відбір до ЧС 2026            | 1    | 68'      |
| Усього     |                         | Матчів            | 17        |           | Голів                        | 3    |          |